# Lodovico Pavoni
Lodovico Pavoni (Brescia, 11 de septiembre de 1784-Saiano, 1 de abril de 1849) fue un presbítero italiano, fundador de la Congregación religiosa de los Hijos de María Inmaculada («pavonianos»). Fue beatificado por el Papa Juan Pablo II en 2002 y canonizado por el Papa Francisco en 2016.

## Biografía
Lodovico Pavoni nació en Brescia el 11 de septiembre de 1784 de padres nobles y adinerados, que lo educaron de manera cristiana, evitando el peligro de convertirse en el "joven caballero" de la memoria pariniana. Inmediatamente se revela como un niño vivo y brillante, dotado de buena inteligencia, abierto a muchos intereses (pintura, caza, paseos a caballo, mecánica ...), sensible a los problemas sociales.
Ordenado sacerdote en 1807, se dedicó inmediatamente a una intensa actividad catequética, fundando pronto su propio oratorio para la educación cristiana de los niños más pobres, anticipándose a los modernos centros educativos y asociaciones juveniles.
En 1812 el obispo Gabrio Maria Nava lo nombró su secretario, sin embargo le permitió continuar dirigiendo el oratorio, cada vez más frecuentado.  En 1818, nombrado canónigo de la Catedral de Brescia, se dedicó a la fundación de un "instituto de caridad privado" con un "Colegio de artes" contiguo, que a partir de 1821 se llamaría "Pio Istituto S. Barnaba", para jóvenes pobres o abandonados, con un anexo y luego una sección para sordomudos.
En los siguientes treinta años desarrolló su propio método educativo, que lo colocó a la vanguardia de los pedagogos del siglo XIX: los elementos clave (razonabilidad, amor, prevención, centralidad de la fe, importancia del trabajo) serán retomados y desarrollado por Don Bosco. En particular:
- crea un modelo de educación y puesta en marcha de trabajo que se anticipa a las escuelas vocacionales actuales;
- se inicia una intensa actividad tipográfica y editorial, preludio del apostolado contemporáneo en los medios de comunicación;
- introduce reformas innovadoras en el mundo del trabajo, anticipándose a la doctrina social de la Rerum Novarum (dignidad del trabajo, salario familiar, asistencia en caso de enfermedad, despido sólo por justa causa y con preaviso, participación de los trabajadores en los beneficios de la empresa);
- finalmente, fundó la Congregación de los Hijos de María Inmaculada (Pavoniani), que parece tan atrevida y original (los «frailes-obreros») que causa una larga perplejidad en las autoridades civiles y religiosas (sacerdotes y religiosos laicos colaboran "en una igualdad de condiciones" como educadores de la fe, como maestros de arte y de humanidad).

Murió el 1 de abril de 1849 en Saiano, cerca de Brescia, mientras intentaba rescatar a sus muchachos durante la insurrección del pueblo de Brescia contra los austriacos (diez días de Brescia).
La Iglesia reconoce el carácter heroico de sus virtudes, lo propone como modelo de vida cristiana el 5 de junio de 1947 y lo beatifica el 14 de abril de 2002;  posteriormente, la parroquia de Saiano decide nombrar en su honor el oratorio del caserío homónimo. Fue canonizado el 16 de octubre de 2016.

## Los milagros de beatificación y canonización
A los efectos de la beatificación, la Iglesia Católica considera necesario un milagro: en el caso de Ludovico Pavoni consideró milagrosa la curación, en 1909, de Maria Stevani, que padecía un tifus abdominal que la había llevado a la muerte.
Los síntomas de la enfermedad consistieron en vómitos incesantes, fiebre muy alta, delirio continuo, complicaciones meníngeas y un estado casi comatoso.  Los médicos estaban desesperados por salvarla, y la terapia ahora se limitaba a ampollas de cafeína y alcanfor para apoyar la circulación.  En esta situación rezaron para obtener la intercesión del siervo de Dios Ludovico Pavoni, y se colocó una reliquia suya debajo de la almohada de la enferma, a quien se le dio la absolución sacramental.
Poco después, la fiebre comenzó a bajar y Stevani se durmió profundamente. A la mañana siguiente, los disturbios habían cesado y la joven expresó su deseo de alimentarse. Después de su recuperación no tuvo seguimiento de la enfermedad, pero se casó y trabajó como maestra.
Tras el dictamen favorable del Consejo Médico -que había definido la curación repentina, completa, duradera y científicamente inexplicable- y de la Congregación para las Causas de los Santos, el 20 de diciembre de 2001 Juan Pablo II aprobó el relativo decreto, definiendo la curación como un "milagro de Dios, obtenido por intercesión del Venerable Siervo de Dios Ludovico Pavoni".
La curación adicional se consideró milagrosa para la canonización. Entre los cuatro disponibles en la postulación, el vivido por Honorio Lopes Martins en Sao Paulo en Brasil en 2009. Presentó la documentación médica más rica y completa y la referencia más clara a la invocación de la invocación de Pavoni. Honorio Lopes Martins se sometió a una prostatectomía, que sin embargo se desarrolló con consecuencias particularmente graves, diagnosticada como "accidente cerebrovascular posoperatorio agudo; neumonía por aspiración bilateral complicada por insuficiencia respiratoria aguda e insuficiencia renal". Fue trasladado a cuidados intensivos y se advirtió a los familiares de la baja probabilidad de supervivencia y que, aunque lo hiciera, tanto sus facultades mentales como su condición física se verían gravemente comprometidas. Su hijo Diomar, religioso perteneciente a la congregación fundada por los beatos, pidió a todas las comunidades laicas y religiosas de Pavoni en Brasil que se unieran en oración, pidiendo la intercesión del Beato Ludovico Pavoni por la curación de su padre. El 25 de julio el paciente mostró una mejoría significativa y rápida, el 27 pudo moverse de forma independiente y el 30 de julio fue dado de alta del hospital totalmente recuperado. El 9 de mayo de 2016, el Papa Francisco autorizó la promulgación del decreto sobre el segundo milagro.
El rito de canonización se celebró el 16 de octubre de 2016.